# Paul Kalkoff
Paul Kalkoff, född 17 augusti 1858 i Kölleda, död 11 maj 1928 i Breslau, var en tysk historiker.
Kalkoff blev filosofie doktor 1882 och var Studienrat vid Maria-Magdalenen-Gymnasium i Breslau 1884–1924. Sistnämnda år blev han honorarprofessor i Breslau och ägnade sig främst åt utforskandet av den tidiga reformationstiden samt blev känd som Lutherkällforskare.